# Aurangabad (Bulandshahr)
Aurangabad es  una pueblo y nagar Panchayat situado en el distrito de Bulandshahr en el estado de Uttar Pradesh (India). Su población es de 26544 habitantes (2011). 

## Demografía
Según el  censo de 2011 la población de Aurangabad era de 26544 habitantes, de los cuales 13852 eran hombres y 12692 eran mujeres. Aurangabad tiene una tasa media de alfabetización del 59,43%, inferior a la media estatal del 67,68%: la alfabetización masculina es del 70,81%, y la alfabetización femenina del 46,99%.